# فورهایم
فورهایم (به آلمانی: Forheim) یک شهر در آلمان است که در دناو-ریس واقع شده‌است.